# Гисин, Рон
Рональд Фредерик Гисин (англ. Ronald Frederick Geesin; род. 17 декабря 1943, Стивенстон, Норт-Эршир, Шотландия) — британский авангардный музыкант и композитор, примечательный своими причудливым творениями. Наибольшую известность получил как соавтор сюиты «Atom Heart Mother», а также дирижёр оркестра, который записывал и исполнял эту композицию совместно с Pink Floyd в 1970 году. Рон Гисин был приятелем Роджера Уотерса. Оба они любили играть в гольф и записали альбом Music from "The Body".

## Дискография
- A Raise of Eyebrows (1967)
- Music from The Body (1970)
- Electrosound (1972)
- As He Stands (1973)
- Electrosound (volume 2) (1975)
- Patruns (1975)
- Atmospheres (1977)
- Right Through (1977)
- Magnificent Machines (1988)
- Funny Frown (1991)
- Bluefuse (1993)
- Hystery (1994) (сборник)
- Land of Mist (1995)
- A Raise of Eyebrows/As He Stands (1995)
- Right Through and Beyond (2003)
- Biting The Hand (2008)
- Roncycle1 (2011)